# Jo Malone London
Jo Malone London is een Brits cosmeticabedrijf dat in 1994 is opgericht door de Britse parfumeur Joanne Lesley Malone. Naast cosmetica bevat het assortiment geurkaarsen. In 1999 werd de onderneming overgenomen door Estée Lauder. De oprichtster bleef tot 2006 actief als creatief directeur.
Tot 2014 waren 47 parfums van het merk gecreëerd door de Zwitserse parfumeur Christine Nagel, waaronder Wood Sage and Sea Salt. Deze geur werd bekroond met de International Fragrance Awards for Women van het tijdschrift Marie Claire.
In 2016 was het het snelst groeiende merk van Estée Lauder.  In 2019 droeg Jo Malone London opnieuw bij aan het bedrijfssucces van Estee Lauder door verdere groei.

## Marketing
Naast de Europese en Amerikaanse markt, is het merk actief in Brazilië, Japan (sinds 2008)  China (sinds 2014),  Israël, Korea en de Filipijnen. De uitstraling van het merk wordt ondersteund door eigen winkels. 
Sinds 2012 legde Jean-Guillaume Trottier, die sinds 2004 bij Estée Lauder als brandmanager werkzaam is, de nadruk op vakmanschap en het gebruik van onverwachte geuren onderdeel van de strategie van het merk. Sinds 2012 werkt Trottier uitsluitend voor Jo Malone.
In 2015 werd het Engelse model Poppy Delevingne merkambassadeur, in 2016 aangevuld door model en singer-songwriter Karen Elson.  De Britse acteur John Boyega was tot september 2020 een andere merkambassadeur.